# Franz Cramer
Franz Cramer (Mannheim o Londres, 1772 - 1848) fou un pianista i compositor alemany.
Pertanyent a la (nissaga de músics) Cramer, era net de Jakob i fill de Wilhelm Cramer, i que fou també un notable flautista, ingressant com a tal en l'orquestra de la cort de Baviera.
Compositor força distingit deixà l'òpera Hidallano, alguns concerts i peces per a piano i flauta i un ball escènic.
El pianista i també compositor alemany Vetter va escriure una excel·lent edició vers Cramer.